# Lawrence Prince
Laurens Prins, anglicanizado como Lawrence Prince, (c. 1630, Ámsterdam - después de 1717) fue un bucanero holandés del siglo XVII, corsario y oficial bajo el mando del capitán Sir Henry Morgan. Él y el mayor John Morris encabezaron una de las columnas que asaltaron Panamá en 1671.

## Biografía
Según relatos españoles, Lawrence Prince era originario de Ámsterdam y llegó al Caribe a finales de la década de 1650. En 1659, formó parte de un grupo de cuatro hombres, que incluía a John Morris y Robert Searle, los cuales adquirieron un botín español capturado por el comodoro Christopher Myngs después de un viaje de diez semanas. Antes de unirse a las fuerzas de Morgan en Port Royal en noviembre de 1670, había navegado hasta el Río Magdalena con la intención de asaltar el pueblo de Mompox ubicado 240 kilómetros (149,1 mi) tierra adentro. Sin embargo, Prince se vio obligado a retirarse cuando fueron sorprendidos por el fuego de un cañón de una isla fuerte recientemente construida que protegía el asentamiento. Prince y sus hombres, decididos a "hacer el viaje", navegaron hacia el norte a Nicaragua en agosto. Al igual que en Colombia, Prince navegó por el río San Juan, capturó un fuerte español y remó en canoa hasta el lago de Nicaragua, donde asaltaron con éxito Granada . Esto fue casi idéntico a la incursión de Morgan en 1664. Los informes oficiales españoles sobre el incidente afirmaron que Prince "hizo estragos y mil destrozos, enviando la cabeza de un sacerdote en una canasta y exigiendo 70.000 pesos de rescate".
Al llegar a Port Royal semanas después, él y otros dos capitanes fueron reprendidos por el gobernador Thomas Modyford por atacar a los españoles sin una comisión o patente de corso. Modyford pensó que era prudente no "presionar demasiado el asunto en esta coyuntura", y les ordenó unirse a Morgan en su incursión contra Panamá, "que estaban muy dispuestos a hacer".  Impresionado por su incursión en Granada, Morgan nombró al príncipe tercero al mando bajo él y el capitán Edward Collier .  Él y el Mayor John Morris posteriormente lideraron la avanzada con 300 bucaneros contra la fortaleza española en la mañana del 28 de enero de 1671. Prince respaldó a la fuerza principal, compuesta por unos 600 hombres, donde Morgan y Collier encabezaron las alas derecha e izquierda, y la retaguardia fue comandada por el Coronel Bledry Morgan.
En el avance final, él y Morris dominaron el flanco izquierdo. Avanzando en un amplio barrido alrededor del flanco derecho español, capturaron una colina que dominaba las líneas españolas. Este movimiento no solo forzó a los defensores españoles a enfrentar un ataque, sino que también trastornó los planes de su líder, Juan Pérez de Guzmán, quien tenía la intención de dirigir manadas de ganado y otros animales hacia los bucaneros en marcha. Estos animales habían sido retenidos detrás de las líneas de infantería con el propósito de permitir que los bucaneros pasaran a través de ellas. Estaban dispuestos en contra de los atacantes con la idea de interrumpirlos y desorganizarlos momentos antes de que la infantería española se encontrara con la fuerza de los bucaneros.
Sin embargo, la ofensiva de Prince sorprendió a los ganaderos españoles, haciendo que el ganado se descontrolara y se dispersara entre las filas españolas. En simultáneo, un asalto a la colina y el ataque contra los bucaneros liderados por Morgan resultó en un desastre. El fuego concentrado diezmó a las fuerzas españolas, causando aproximadamente 100 bajas solo en el primer disparo. Entre los animales sueltos y el fuego intenso, se estima que hubo entre 400 y 500 muertos y heridos antes de que finalmente los españoles se retiraran del campo de batalla..
Después, bajo el mandato de Sir Thomas Lynch, quien sucedió a Modyford, fue ascendido a teniente. Lynch reemplazó al Capitán John Wilgress, comandante del HMS Assistance, con el Mayor William Beeston. Este cambio podría haber sido parte de la iniciativa de Lynch para reorganizar la administración colonial, eligiendo a personas de su confianza en lugar de funcionarios nombrados por la Corona británica. Para 1672, aprovechando su parte del botín obtenido en la incursión a Panamá, Prince logró convertirse en un adinerado propietario de tierras en la llanura de Liguanea, que se abrió para la agricultura y el cultivo.
Prince a menudo se confunde con el comerciante de esclavos inglés Lawrence Prince, quien navegó barcos para traficantes de esclavos independientes durante la decadencia de la Royal African Company. Este otro Lawrence Prince adquirió renombre como el desafortunado capitán del Whydah, una nave que fue capturada por el pirata "Black Sam" Bellamy.

## En la cultura popular
En el videojuego Assassin's Creed IV: Black Flag, Laurens Prins es un traficante de esclavos holandés. En Kingston, descubrió que Bartholomew Roberts es un "Sabio", por lo que Edward Kenway, ayudado por Barbanegra, atacó un fuerte y buscó a Roberts. Intenta vender a Bartholomew Roberts a los templarios, pero Edward Kenway lo mata en la casa del jardín frente a la residencia antes de que pueda hacerlo. Laurens Prins es comparado con Edward Kenway, porque ambos quieren dinero, pero Prins utiliza su creencia para justificar su condición de traficante de esclavos .